# Fabian Kauter

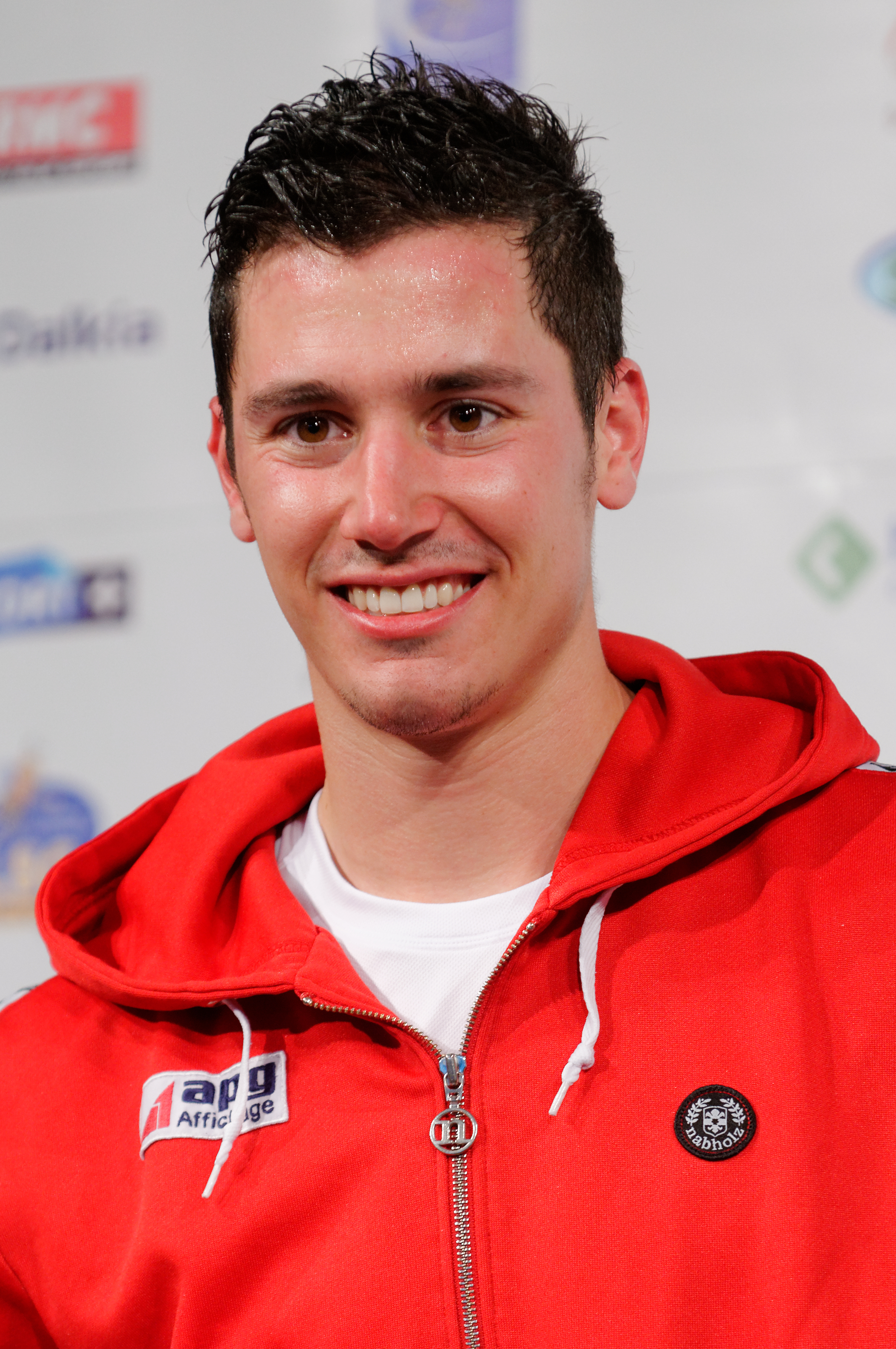
Fabian Kauter, Masters épée 2012

Fabian Raphael Kauter (* 22. September 1985 in Bern) ist ein Schweizer Fechter und Musiker. Er ist derzeit Mitglied der Schweizer Degennationalmannschaft.

## Leben
Fabian Kauter ist einer der Söhne des zweifachen Olympia-Medaillengewinners Christian Kauter. Sein älterer Bruder Michael Kauter war ebenfalls Mitglied der Schweizer Nationalmannschaft.
Neben seiner sportlichen Karriere ist Fabian Kauter unter seinem Künstlernamen Yuri auch als Musiker tätig. Er ist Mitglied der Berner Mundartgruppe 6er Gascho. Am 28. August 2009 veröffentlichte er sein erstes Soloalbum Summer in Sibirie und gelangte damit in die Schweizer Hitparade. Gleiches gelang ihm auch mit dem 2012 veröffentlichten zweiten Album Kopf über Wasser.

## Erfolge als Degenfechter

### Einzelfechten
- 2003: 1. Rang am Weltcup Junioren in Basel, Schweiz
- 2005: Militärweltmeister Senioren in Bukarest, Rumänien
- 2006: Doppelschweizermeister Senioren
- 2007: Bronze bei den Europameisterschaften in Gent, Belgien
- 2008: 6. Rang am Weltcupturnier in Bern, Schweiz
- 2009: 7. Rang Grand Prix in Legnano, Italien
- 2009: 6. Rang am Weltcup in Paris, Frankreich
- 2009: Bronze an der Universiade in Belgrad, Serbien
- 2010: 6. Rang am Weltcup in Paris, Frankreich
- 2011: 3. Rang am Grand Prix in Doha, Katar
- 2011: 1. Rang am Grand Prix Challenge Bernadotte in Stockholm, Schweden
- 2011: Bronze bei den Weltmeisterschaften in Catania, Italien
- 2012: 1. Rang am Weltcup in Buenos Aires, Argentinien
- 2012: 10. Rang bei den Olympischen Spielen in London
- 2012: 2. Rang Heidenheimer Pokal in Heidenheim an der Brenz, Deutschland[2]
- 2012: 2. Rang am Weltcup in Paris, Frankreich
- 2013: Bronze bei den Weltmeisterschaften in Budapest, Ungarn
- 2014: 1. Rang am Grand Prix in Vancouver, Kanada
- 2015: 3 Rang am Weltcup in Tallinn, Estland
- 2015: 2 Rang am Grand Prix in Doha, Katar
- 2016: erfolgreiche Qualifikation für die Olympischen Spiele in Rio de Janeiro, Brasilien

### Mannschaftsfechten
- 2004: Europameister Senioren in Kopenhagen, Schweden
- 2005: Militärweltmeister Senioren in Bukarest, Rumänien
- 2006: Doppelschweizermeister Senioren
- 2007: Bronze Universiade in Bangkok, Thailand
- 2009: Gold Universiade in Belgrad, Serbien
- 2009: Silber bei den Europameisterschaften in Plowdiw, Bulgarien
- 2009: 5. Rang bei den Weltmeisterschaften in Antalya, Türkei
- 2011: Bronze bei den Weltmeisterschaften in Catania, Italien
- 2012: 1. Rang Nationen-Weltcup um den 2. Voith-Cup in Heidenheim an der Brenz, Deutschland[2]
- 2012: Gold bei den Europameisterschaften in Legnano
- 2013: Gold bei den Europameisterschaften in Zagreb
- 2014: Gold bei den Europameisterschaften in Straßburg
- 2014: 1. Rang: Weltcup Voith Cup in Heidenheim an der Brenz
- 2014: Bronze bei den Weltmeisterschaften in Kasan
- 2015: 1. Rang: Peter Bakonyi World Cup 2015 in Vancouver[3]
- 2016: Diplom bei den Olympischen Spielen in Rio de Janeiro, Brasilien